# Peter Gecko

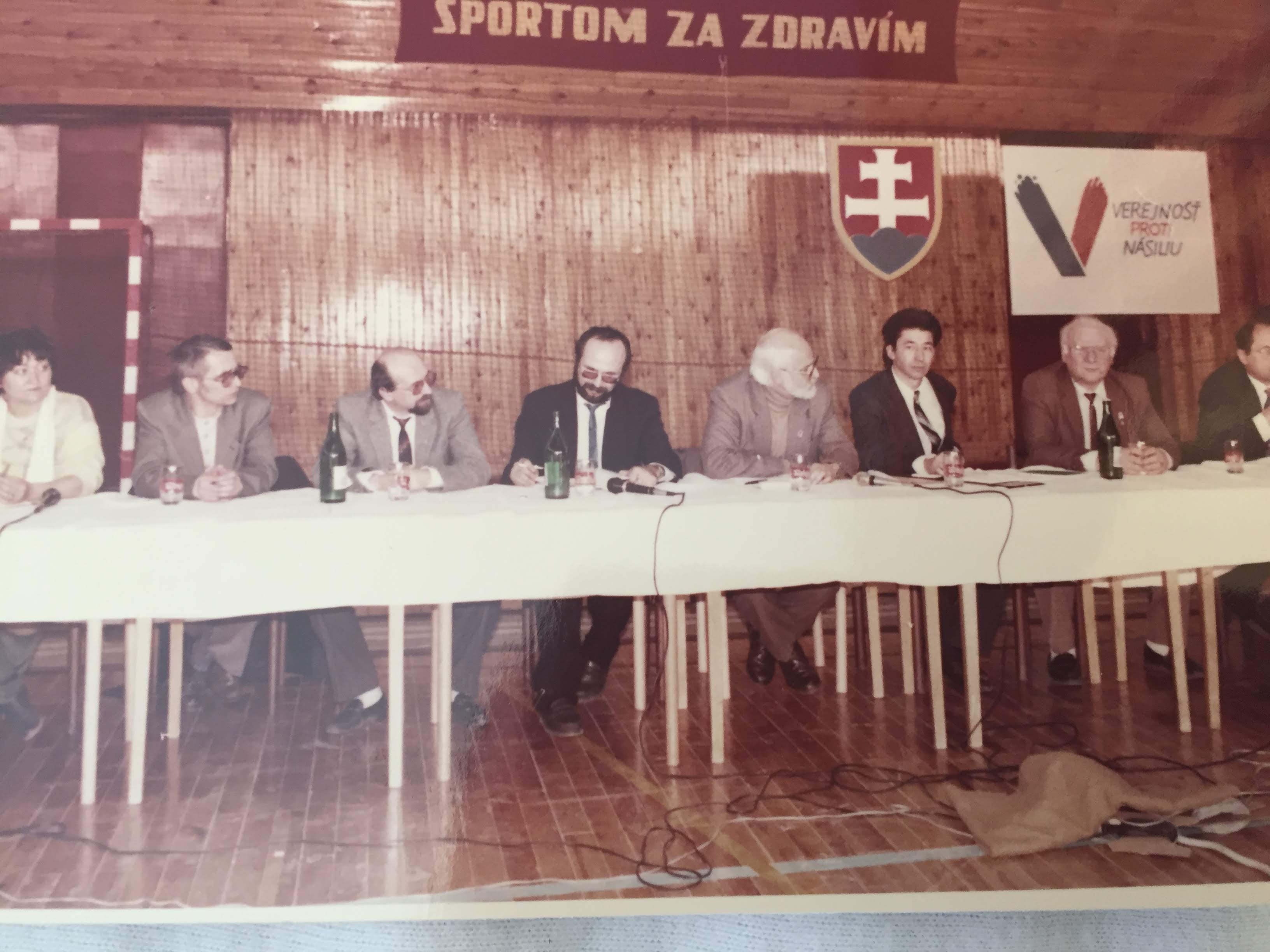
Stretnutie členov Verejnosti proti násiliu

Peter Gecko, v dobových dokumentech též chybně jako Petr Gecko nebo Petr Grecko (4. července 1943 – 28. března 2019), byl slovenský a československý politik a bezpartijní poslanec Sněmovny národů Federálního shromáždění po sametové revoluci.

## Biografie
K roku 1990 je profesně uváděn jako pracovník ONV Michalovce.
V únoru 1990 zasedl v rámci procesu kooptací do Federálního shromáždění po sametové revoluci do slovenské části Sněmovny národů (volební obvod č. 138 - Sobrance, Východoslovenský kraj) jako bezpartijní poslanec (respektive poslanec za hnutí Veřejnost proti násilí). Ve Federálním shromáždění setrval do konce funkčního období, tedy do voleb roku 1990.